# Carlos Cosias
Carlos Cosías (Barcelona) es un tenor español.

## Biografía
El tenor realizó sus estudios de música y piano en el Conservatorio del Liceu de su ciudad natal, Barcelona. En canto se especializa con los profesores Jaume Francisco Puig –maestro, entre otros, de Jaime Aragall, José Carreras y José Bros– y Eduard Giménez, trabajando además con Marco Evangelisti como repertorista habitual.
En su repertorio se incluyen obras como el Réquiem de  Verdi o La Bohème, títulos del bel canto romántico como Il Giovedi grasso, Don Pasquale, El elixir de amor, Anna Bolena o Lucia di Lammermoor, esta última en el Liceu barcelonés y en Cagliari (Italia), además de Die Zauberflöte o la zarzuela Marina. También ha interpretado La vida breve, Macbeth, Cançó d'amor i de guerra, Il matrimonio segreto, Gianni Schicchi (Teatro Arriaga de Bilbao), Juana de Arco en la hoguera (Festival de Granada), La Bohème (Niza y Teatro Campoamor de Oviedo), La Traviata (Teatro Gayarre de Pamplona y Gran Teatre del Liceu) y Rigoletto (en Corea). 
Algunas de las obras que ha interpretado en el ámbito del oratorio son la  Petite Messe Solennelle, de Rossini, la Misa de la Coronación, de Mozart, y la Misa de réquiem, de  Giuseppe Verdi.
En  la temporada 2008/2009 ha debutado como Rigoletto en el Teatro Nacional Croata y como Don Ottavio en el Don Giovanni en el Teatre de La Faràndula de Sabadell.

## Premios
- Certamen de Canto Manuel Ausensi de Barcelona (1998)
- Premio Plácido Domingo-Pepita Embil al Mejor Cantante de Zarzuela en el Concurso Internacional Operalia de Plácido Domingo (1998)
- Segundo puesto en el Concurso Internacional de Canto Francesc Viñas en el Gran Teatre del Liceu
- Premio al Mejor Intérprete de Donizetti y al Premio al Mejor Cantante Español en el Concurso Internacional de Canto Francesc Viñas